# Oujda
Oujda (àrab: وجدة, Wajda, localment Ūjda; amazic estàndard marroquí: ⵡⵊⴷⴰ, Wjda) és la capital de la regió de l'Oriental del Marroc. La ciutat està a 15 km de la frontera oest d'Algèria i a uns 60 km del mar Mediterrani. A 115 km a l'oest, se situa Melilla, cosa que li permet fer el paper de cruïlla de rutes entre Europa i Àfrica. És la vuitena ciutat del Marroc.

## Història

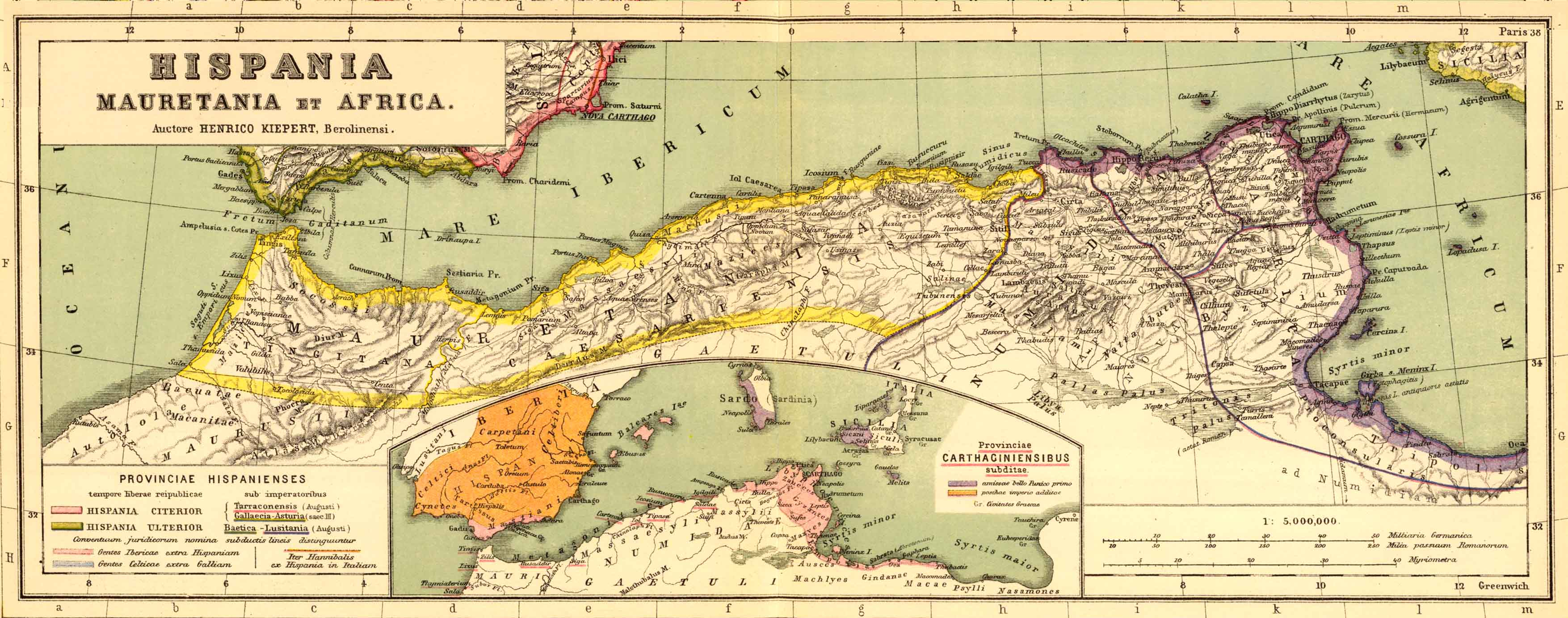
Mauretania i Numídia.

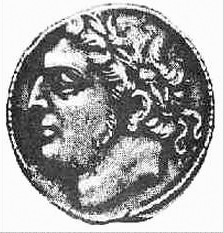
Jugurta.

### Història antiga
Hi ha restes d'activitat humana a les grutes de la rodalia; s'han trobat sílex, puntes, raspadors, etc. A la comarca de Sedd i la confluència de l'uadi Nachef amb el uadi Isly hi ha restes neolítiques. Entorn d'Oujda i Taourirt, hi ha alguns túmuls amazics de formes variades, caracteritzats per la pobresa del mobiliari: restes d'ossos humans, perles, peces de cuiro, puntes de llança, etc. Un dolmen fou descobert el 1884 per Charles Vilain a les terres dels Ayt Iznassen
Segons els historiadors, Oujda seria la Lanigare esmentada per Claudi Ptolemeu, o la Stabulum regis, situada a l'oest de Nigrensis (Tafna). Abans de l'arribada dels romans, les poblacions a l'est del Muluya pertanyien al Regne dels Massesils (llatí massaesyli).
A partir del segle ii, el judaisme es va estendre per la zona i s'hi van establir clans seminòmades, alguns dels quals eren jueus o en vies de ser-ho. En l'antiguitat tardana (segle VI?), la comarca estava formada per nombrosos pobles i, segons l'historiador Abu Hamid al-Ghazali, aquests pobles estaven habitats per cristians, sota el rei al-Ablak al-Fortas ('l'albí tinyós').

### Fundació
La ciutat d'Oujda fou fundada per Ziri Ibn Atiyya, cap berber maghrawa del grup dels zenetes; quan els zenetes foren refusats del Magrib central i l'Aures (d'on eren originaris) cap a l'oest pels sanhadja, els maghrawa es van declarar a favor del califa de Còrdova i el seu cap, Ziri ibn Atiyya, va rebre permís per ocupar la regió de Fes i va rebre del califa omeia el comandament dels dos Magribs, però com que no se sentia segur a la ciutat i es volia acostar al Magrib central d'on venia la seva tribu, va fundar Wadjda (994), a la plana dels Angads, prop de la font de Sidi Yahya i de muntanyes que, en cas necessari, li podien servir de refugi. Va instal·lar al lloc una guarnició i en va donar el govern a un parent. La ciutat fou durant vuitanta anys la seu de l'Emirat maghrawa de Fes i, a poc a poc, va agafar importància per estar entre dues rutes comercials: la via nord-sud de la mar a Sigilmasa i l'oest-est de Fes a l'orient. Aquesta situació estratègica la va exposar a diverses invasions destructives durant la seva història.

### Dinasties delsalmoràvitsi delsalmohades
Yussuf Ibn Taixfín es va apoderar d'Oujda el 1081. Vers 1144, va caure en mans d'Abd-al-Mumin ibn Alí, el califa almohade. Sota Muhàmmad an-Nàssir (1198-1211), es van construir fortificacions a la ciutat. L'establiment d'un poder fort dels abdalwadites a Tlemcen el 1236 i l'enfonsament almohade a partir del 1248 va convertir Oujda en un lloc de frontera.

### Dinastiesabdalwadita,marínidaisaadita

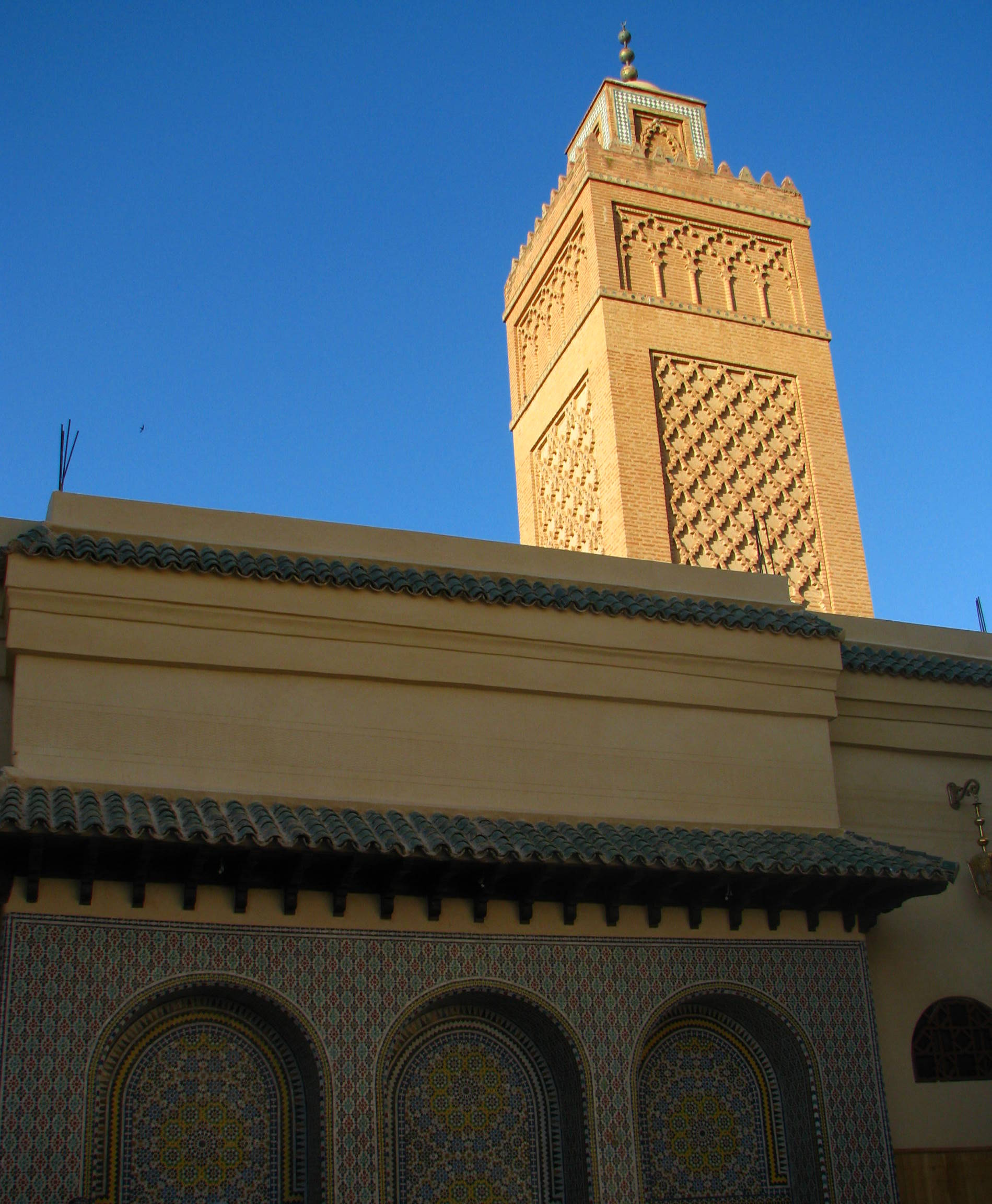
Jamaa l-kebir, la mesquita més antiga de la ciutat.

El 1271, el marínida Abu-Yússuf Yaqub ibn Abd-al-Haqq (1258-1286) va derrotar l'abdalwadita Abu-Yahya I Yaghmuràssan ibn Zayyan (1236-1283) prop d'Oujda i va destruir la ciutat. El 1296, el marínida Abu-Yaqub Yússuf (1286-1307) va fer destruir les fortificacions, però va restaurar les parts en ruïnes; va construir un palau i una mesquita i va començar el primer setge de Tlemcen, que va durar 8 anys. El 1314, el marínida Abu-Saïd Uthman ibn Yaqub (1310-1331) va atacar la ciutat, però fou refusat, i continuà, no obstant això, el seu camí cap a Tlemcen. El 1335, fou conquerida per Abu-l-Hàssan Alí (1331-1348) i desmantellada. En poder dels marínides, la ciutat fou atacada per tribus àrabs lleials als abdalwadites.

### Segles XVI a XIX
Entre els segles xvi i XIX, la ciutat fou teatre de diversos esdeveniments en el marc de la rivalitat entre els soldans del Marroc i els otomans d'Alger. Oujda fou part del Marroc en els moments en què l'estat era fort però, en la debilitat o les guerres civils, era agregada a la província de Tlemcen sota domini otomà. Mulay Ismail (1672-1727) va establir sòlidament durant el seu regnat el poder marroquí (1692) i hi va establir àrabs del sud de Marràqueix. Les defenses de la vila foren reforçades i es van crear diverses kasbes a l'entorn. Les tribus de la plana foren organitzades però, a la seva mort, els otomans van retornar-hi. El 1795, una columna xerifiana va prendre possessió de la ciutat i s'hi va instal·lar un amil ('prefecte').

### Protectorat francès del Marroc
A partir del segle xix, Oujda fou amenaçada per la presència francesa a Algèria. Després de la batalla d'Isly (1844), els francesos van ocupar Oujda en revenja per l'ajut del soldà a l'emir Abd al-Kader. Els francesos hi van tornar el 1857 i encara hi eren el 1859. La van ocupar definitivament el març del 1907, cinc anys abans de l'establiment del protectorat. El nom Oujda (a vegades transcrit Oudjda i per error Oudja) va ser declarat l'únic oficial en comptes de Wadjda o Wajda, i anys després confirmat pels marroquins. El 1910, tenia 6.466 habitants (Melilla tenia aleshores, el 1908, 12.000 habitants).

### Època moderna
Des del 1907, fou base de la Legió Estrangera i va servir de base per a la conquesta del Marroc. També s'hi va fundar una estació ferroviària per a mercaderies que fou la segona del Marroc després de la de Casablanca. El 1936, tenia 34.500 habitants, en gran part francesos "pieds-noirs" vinguts d'Algèria. La colònia jueva era considerable i dominava el 30% de les empreses, però va emigrar a Israel i Palestina entre 1948 i 1955. El 1951, va arribar als 80.000 habitants, amb dos terços de marroquins i un terç d'algerians, d'origen francès o espanyol, que van créixer durant la guerra de la independència algeriana (1954-1962). La Legió va abandonar el Marroc el 1956.
Va patir tancaments de frontera quan les relacions es van tensar, almenys tres vegades, amb l'Algèria. El 28 d'agost del 1994, es va tancar la frontera per darrer cop; en aquest any, tenia 352.000 habitants.

## Altres dades
Hi va néixer Abdelaziz Bouteflika, president d'Algèria.
Hi va néixer Philippe Casado, ciclista francès.
El seu aeroport s'anomena Oujda-Angads (codi IATA: OUD, codi OACI: GMFO).
Hi té la seu la Universitat Mohammed I.